# Utta Keppler

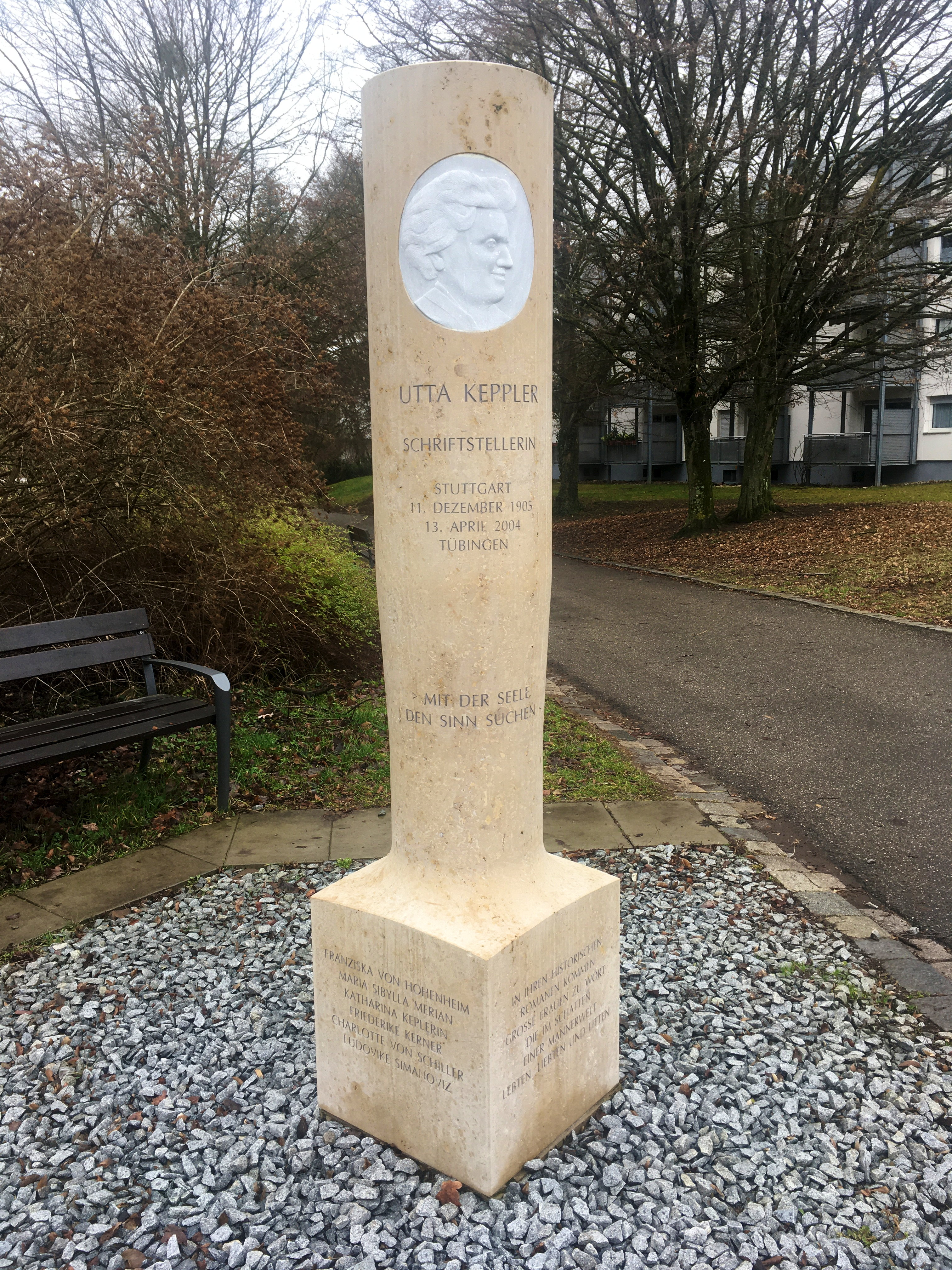
Marmorsäule mit Kopfrelief

Utta Keppler, geb. Ris (* 11. Dezember 1905 in Stuttgart; † 13. April 2004 in Tübingen), war eine deutsche Schriftstellerin und Journalistin, die vor allem durch Biografien über Frauen bekannt wurde, die für ihre Selbstverwirklichung gekämpft haben.

## Leben und Wirken
Utta Keppler besuchte nach ihrer Schulzeit die Kunstakademie und bestand dort die Meisterprüfung. Danach heiratete sie und gebar vier Söhne. Neben ihrer Aufgabe als Hausfrau und Mutter schrieb Utta Keppler freiberuflich für Zeitungen und Zeitschriften. Außerdem verfasste sie historische Veröffentlichungen, zahlreiche erfolgreiche Romane und einige Frauenbiografien. Ihr erfolgreichstes Werk war Die Falterfrau über Maria Sibylla Merian. Die letzten 20 Jahre ihres Lebens verbrachte Utta Keppler in Tübingen in dem Seniorenheim Luise-Wetzel-Stift.
Dort errichtete die Stadt Tübingen 2015 für sie ein Denkmal, das von Uli Gsell gestaltet wurde.

## Publikationen (Auswahl)
- Die Falterfrau Maria Sibylla Merian, dtv-Verlag, München 2005, ISBN 978-3-423-25229-4.
- Franziska von Hohenheim, die tapfere Frau an der Seite Carl Eugens, Stieglitz Verlag, Mühlacker 1984, ISBN 978-3-7987-0219-6.
- Die Droste, das Leben der Dichterin Annette von Droste-Hülshoff, Bechtle-Verlag, Esslingen 1991, ISBN 978-3-7628-0440-6.
- Für mich gab's nur Jérôme, Katharina von Württemberg und Jérôme Bonaparte, Stieglitz Verlag, Mühlacker 1988, ISBN 978-3-7987-0230-1.
- Marianne Pirker, die Sängerfrau am Hofe Carl Eugens, Stieglitz Verlag, Mühlacker 1988, ISBN 978-3-7987-0267-7.
- Wahn und Würde, das Leben der Katharina von Württemberg an der Seite Jérôme Bonapartes, Wunderlich Verlag, Hamburg 1979, ISBN 978-3-8052-0315-9.
- Charlotte von Schiller, Sieglitz Verlag, Mühlacker 1986, ISBN 978-3-7987-0245-5.
- Maskerade in Maulbronn, Salzer Verlag, Heilbronn 1987, ISBN 978-3-7936-0563-8.
- Katharina Keplerin, Mutter des Astronomen, Stieglitz Verlag, Mühlacker 1987, ISBN 3-7987-0259-4.
- Ludovike Simanowitz, die Malerin. Ein Frauenschicksal aus der Schillerzeit, Stieglitz Verlag, Mühlacker 1985, ISBN 3-7987-0229-2.
- Friederike Kerner und ihr Justus, Stieglitz Verlag, Mühlacker 1983, ISBN 3-7987-0210-1.
- Ein genialer Rebell, Christian Friedrich Daniel Schubart, 1730 - 1791, Stieglitz Verlag, Mühlacker 1982, ISBN 3-7987-0198-9.
- Peregrina, Mörikes geheimnisvolle Gefährtin, Bechtle Verlag, Esslingen 1982, ISBN 3-7628-0419-2.

## Hörspiele (Auswahl)
- 1972: Das Höhlenfest. Mundartspiel – Regie: Manfred Rolf Seemann (Mundart-Hörspiel – SWF)